# Carl Hubbell
Carl Owen Hubbell (22 de junio de 1903 - 21 de noviembre de 1988) apodado The Meal Ticket y King Carl, fue un jugador de béisbol de las Grandes Ligas de Estados Unidos, como lanzador para los New York Giants de 1928 a 1943, después de haber sido despreciado por los Detroit Tigers en donde nunca jugó con el equipo mayor. Fue seleccionado para ingresar al Salón de la Fama en 1947 y permaneció en la nómina del equipo por el resto de su vida, mucho después de su mudanza a San Francisco.
Dos veces votado como el Jugador Más Valioso de la Liga Nacional, Hubbell fue incluido en el Salón de la Fama del Béisbol en 1947. Durante 1936 y 1937, Hubbell estableció el récord de Grandes Ligas de victorias consecutivas por un lanzador con 24. Quizás sea mejor recordado por su desempeño en el Juego de Estrellas de 1934, cuando ponchó a cinco futuros miembros del Salón de la Fama: Babe Ruth, Lou Gehrig, Jimmie Foxx, Al Simmons y Joe Cronin, en sucesión. El lanzamiento principal de Hubbell fue el screwball (bola de tirabuzón)

## Primeros años
Hubbell nació en Carthage (Misuri) y se crio en Meeker (Oklahoma). Su familia tenía una granja en donde desde pequeño, entrenaba su brazo lanzando piedras a la puerta y ha orificios en la misma, llegando el momento en poder dominar ese tipo de lanzamiento.

## Carrera en las ligas menores
Hubbell fue contratado originalmente por Detroit Tigers y fue invitado a los entrenamientos de primavera en 1926. Sin embargo, el entrenador de pitcheo George McBride y el jugador-manager Ty Cobb no quedaron impresionados con él. Además, estaban preocupados por su dependencia de un screwball, un lanzamiento que algunos creen que coloca una cantidad inusual de estrés en el brazo de un lanzador, mito que aún persiste hasta hoy. Hubbell fue enviado a Toronto Maple Leafs en la Liga Internacional antes del comienzo de la temporada. Fue 7-7 en un equipo de campeonato. En 1927 fue invitado de nuevo a los entrenamientos primaverales con Detroit, pero los Tigers aún no estaban impresionados y lo enviaron dos escalones por la escalera a las ligas menores, a la Decatur Commodores de la Liga Illinois – Indiana – Iowa . A pesar de un récord de 14-7, los Tigers no lo invitaron a regresar para 1928 y fue enviado a Beaumont Exportesrs de la Liga de Texas. [1] [2]
Hubbell estaba tan harto en ese momento que le dijo al gerente de Beaumont, Claude Robinson, que se retiraría y entraría en el negocio del petróleo a menos que fuera vendido a otra organización al final de la temporada. [3] Años después, dijo que ser descargado por los Tigers fue lo mejor que le había pasado.

## Carrera en Grandes Ligas
El descanso de Hubbell llegó en junio, cuando el cazatalentos de los Giants, Dick Kinsella, decidió participar en un juego entre los Exportesrs de Hubbell y los Houston Buffs mientras se encontraba en Houston para la Convención Nacional Demócrata de 1928. No había planeado hacer ninguna exploración, pero Hubbell lo impresionó. Kinsella llamó al manager de los Giants, John McGraw, y mencionó que sabía de la liberación de Hubbell por parte de Detroit, provocada en parte por las preocupaciones de Cobb sobre el lanzamiento del screwball. McGraw respondió que Christy Mathewson tenía un lanzamiento similar (un fadeaway, como se llamaba en su época) y no parecía afectar su brazo. Kinsella siguió a Hubbell durante un mes y todavía estaba impresionado. [1]
Hubbell iría 10–6 en su primera temporada de Grandes Ligas y lanzaría toda su carrera para los Giants. Con una entrega lenta de su tornillo, Hubbell registró cinco temporadas consecutivas de 20 victorias para los Giants (1933–37) y ayudó a su equipo a conseguir tres banderines de la Liga Nacional y el título de la Serie Mundial de 1933. En la Serie Mundial de 1933, ganó dos juegos completos, incluido un triunfo por 2-1 en 11 entradas en el Juego Cuatro (la serie no fue ganada). En seis aperturas en la Serie en su carrera, tuvo marca de 4-2 con 32 ponches y un promedio bajo de 1.79 carreras limpias. Hubbell terminó su carrera con un récord de 253-154, 1677 ponches, 724 bases por bolas, 36 blanqueadas y una efectividad de 2.98, en 3590 1 ⁄ 3 entradas lanzadas .
Como bateador, Hubbell registró un promedio de bateo de .191 (246 de 1288) con 95 carreras, 30 dobles, 4 jonrones, 101 carreras impulsadas y 33 bases por bolas. En seis apariciones en la Serie Mundial, bateó .211 (4 de 19) con 1 carrera y 1 impulsada. Defensivamente, registró un porcentaje de fildeo de .967.
Hubbell ganó 24 juegos consecutivas entre 1936 (16) y 1937 (8), [4] la racha más larga jamás registrada en la historia de las Grandes Ligas. Fue nombrado dos veces MVP de la Liga Nacional (1933, 1936) (primera elección unánime de MVP en 1936). Lideró la liga en victorias 3 veces en 1933 (23), 1936 (26) y 1937 (22). Hubbell fue líder de la liga en efectividad tres veces en 1933 (1.66), 1934 (2.30) y 1936 (2.31). Lideró la liga en entradas lanzadas en 1933 (308). Lideró la liga en ponches en 1937 (159). Lideró la liga en ponches por cada 9 entradas lanzadas en 1938 (5.23). Lideró la liga en blanqueadas en 1933 (10). Lideró la liga en salvamentos en 1934 (ocho, acreditados retroactivamente). Compiló una racha de 46 1 ⁄ 3entradas sin anotaciones y cuatro blanqueadas en 1933. Lanzó un juego sin hit contra los Pittsburgh Pirates (11-0, 8 de mayo de 1929). Lanzó una blanqueada de 18 entradas contra los St. Louis Cardinals (1-0, 2 de julio de 1933). [4] Joe DiMaggio dijo que Hubbell era el lanzador más duro que jamás había enfrentado. [2]
En su artículo de portada de la Serie Mundial de 1936 sobre Lou Gehrig y Carl Hubbell, Time describió el Clásico de Otoño de ese año entre los rivales de la ciudad, los Giants y los Yankees como "una lucha personal entre Hubbell y Gehrig", llamando a Hubbell "... actualmente el lanzador número uno del béisbol". y entre la media docena de más capaces en los anales del juego ". Time dijo que mientras crecía en la granja de su familia en Missouri, "practicó durante horas ... arrojando piedras a la puerta de un granero hasta que pudo golpear indefectiblemente agujeros de no más de una moneda de diez centavos". [5]
Hubbell fue lanzado al final de la temporada de 1943. Había publicado un récord de 4-4 ese año, marcando la única vez que no registró victorias de dos dígitos. [3] Sin embargo, el propietario de los Giants, Horace Stoneham, lo nombró inmediatamente director de desarrollo de jugadores, cargo que ocupó durante 35 años. Durante ese tiempo, vivió en Haworth, Nueva Jersey. Continuó viviendo allí después de que los Giants se fueran de Nueva York. [6] Los últimos diez años de su vida los pasó como buscador de talento de los Giants. En el momento de su muerte, era uno de los últimos New York Giants que todavía estaba activo en alguna capacidad en el béisbol, y el último jugador de la era McGraw que todavía estaba activo en el juego.

## Récord del Juego de Estrellas
En el All Star Game (Juego de Estrellas) de 1934 jugado en el Polo Grounds, Hubbell produjo uno de los momentos más memorables del béisbol al ponchar sucesivamente a cinco futuros miembros del Salón de la Fama: Babe Ruth, Lou Gehrig, Jimmie Foxx, Al Simmons y Joe Cronin. [4] Esto, en una era en la que el strikeout (ponche) era mucho menos común que en la actualidad, considerado como un resultado indeseable, no simplemente como un subproducto aceptable del balanceo por las vallas. En 1984, el 50° aniversario de esta actuación legendaria, Hubbell estuvo presente en el Juego de Estrellas de 1984 en el Candlestick Park de San Francisco para realizar el primer lanzamiento, que fue una locura.

## Vida personal
Hubbell estuvo casado con Lucille "Sue" Harrington (1905-1967) desde 1930 hasta su muerte. Tuvieron dos hijos: Carl Jr. (nacido en 1936) y James. Carl Jr. tuvo una breve carrera en las ligas menores y más tarde fue oficial de carrera en el Cuerpo de Marines de los Estados Unidos.

## Muerte
Hubbell sufrió un derrame cerebral mientras conducía cerca de su casa en Mesa, Arizona, el 21 de noviembre de 1988, que le hizo perder el control de su automóvil y chocar contra un poste de luz. Fue llevado a un hospital en Scottsdale, donde murió por heridas contundentes ese mismo día. [7] Está enterrado en el cementerio Meeker-Newhope en Meeker, Oklahoma. Su muerte se produjo exactamente 30 años después de la de su compañero de equipo Mel Ott, quien también murió en un accidente automovilístico.

## Honores de béisbol
SFGiants 11.png
El número 11 de Carl Hubbell fue retirado por los New uork Giants en 1944.
Hubbell fue nueve veces All-Star, habiendo sido honrado cada año desde 1933 hasta 1938 y luego nuevamente desde 1940 hasta 1942. En 1999, ocupó el puesto 45 en la lista de The Sporting News de los 100 mejores jugadores de béisbol, y fue nominado. para el equipo All-Century de las Grandes Ligas de Béisbol. Hubbell fue incluido en el Salón de la Fama del Béisbol en 1947. [4] Fue el primer jugador de la Liga Nacional en retirar su número (11). Su número está publicado en el frente del piso superior en la esquina del jardín izquierdo en Oracle Park. En 1981, Hubbell recibió el premio Golden Plate Award de la American Academy of Achievement. [8]
Hubbell apareció como él mismo en la película Big Leaguer , y fue uno de los jugadores mencionados en el poema " Line-Up for Yesterday " de Ogden Nash.